# Mi Última Solución
Mi Última Solución ist eine Pop-Punk-/Metalcore-Band aus Palermo, Buenos Aires, Argentinien.

## Geschichte
Die Gruppe wurde 2011 von Sebástian Vázquez (Gesang), Gonzalo Uriarte (Schlagzeug), Mauricio Baccelliere (Bass) sowie den beiden Gitarristen Luciano Di Mieri und Taiel Pomes Figueroa in Palermo, einem Stadtteil von Buenos Aires, gegründet.
Das Debütalbum En Cada Caída erschien am 3. Dezember 2012 in Argentinien über das Label Pinhead Records. Ursprünglich sollte das Debütalbum am 29. September herausgebracht werden, allerdings verzögerten sich die Arbeiten. Grund dafür war unter anderem der Ausstieg des Bassisten Mauricio Baccelliere aus der Band. Produziert wurde das Album in den Infire Studios von Javier Casas. Alleine die Vorproduktion des Albums dauerte, laut Band, knapp ein Jahr.
Mi Última Solución spielten bereits mit Coralies, Valor Interior, DENY und Memphis May Fire. Das Konzert mit Memphis May Fire fand am 17. September 2012 in Buenos Aires statt. Am 20. April 2013 spielte die Gruppe gemeinsam mit Attaque 77 und Melian auf der Resistance Tour in Haedo, einem Stadtteil in Buenos Aires. Am 26. Mai 2013 trat die Gruppe im Rahmen ihrer En Cada Caida Tour gemeinsam mit All for Love in Buenos Aires auf. Es folgten vereinzelte Konzerte in Argentinien. Am 28. Mai 2014 war die Gruppe Vorband für Of Mice & Men und A Day to Remember, welche an diesem Tag in Buenos Aires spielten.
Inzwischen hat auch Schlagzeuger Gonzalo Uriarte die Band verlassen. Er wurde durch Tobias Gomez Antolini ersetzt, welcher auch bei En Nuestros Corazones aktiv ist. Auch wurde in Pipi Astete Navarro ein neuer Bassist gefunden. Am 28. März 2015 veröffentlichte die Gruppe ihr zweites Album, welches den Namen Falsos Monumentos trägt, über Pinhead Records.

## Stil
Die Gruppe spielt einen Mix aus Pop-Punk und Metalcore, der vergleichbar mit A Day to Remember, Four Year Strong, Memphis May Fire und Her Bright Skies ist. Die Songtexte sind allesamt in ihrer Landessprache Spanisch verfasst. Der Gesang von Sebástian Vazquez ist meistens clean, wechselt an manchen Stellen aber auch mal zu Screamings und Shouts.

## Diskografie

### Singles
- 2012: Aguas Negras (Avalancha Producciones)

### Alben
- 2012: En Cada Caída (Pinhead Records)
- 2015: Falsos Monumentos (Pinhead Records)